# Dalkondo
Dalkondo (ou Dalkonda) est un village du Cameroun situé dans la commune de Meri, le département du Diamaré et la Région de l'Extrême-Nord. Il fait aujourd'hui partie de la ville de Méri.

## Population
En 1974, la localité comptait 326 habitants, principalement des Mofu.
Lors du dernier recensement de 2005, on y a dénombré 710 personnes, soit 352 hommes (46,31 %) pour 358 femmes (53,69 %). 